# Bacobampo
Bacobampo är en ort i Mexiko.   Den ligger i kommunen Etchojoa och delstaten Sonora, i den västra delen av landet, 1 400 km nordväst om huvudstaden Mexico City. Bacobampo ligger 22 meter över havet och antalet invånare är 8 539.
Terrängen runt Bacobampo är mycket platt. Runt Bacobampo är det ganska glesbefolkat, med 34 invånare per kvadratkilometer. Närmaste större samhälle är Huatabampo, 17,4 km söder om Bacobampo. Trakten runt Bacobampo består till största delen av jordbruksmark.